# 克拉斯拉瓦

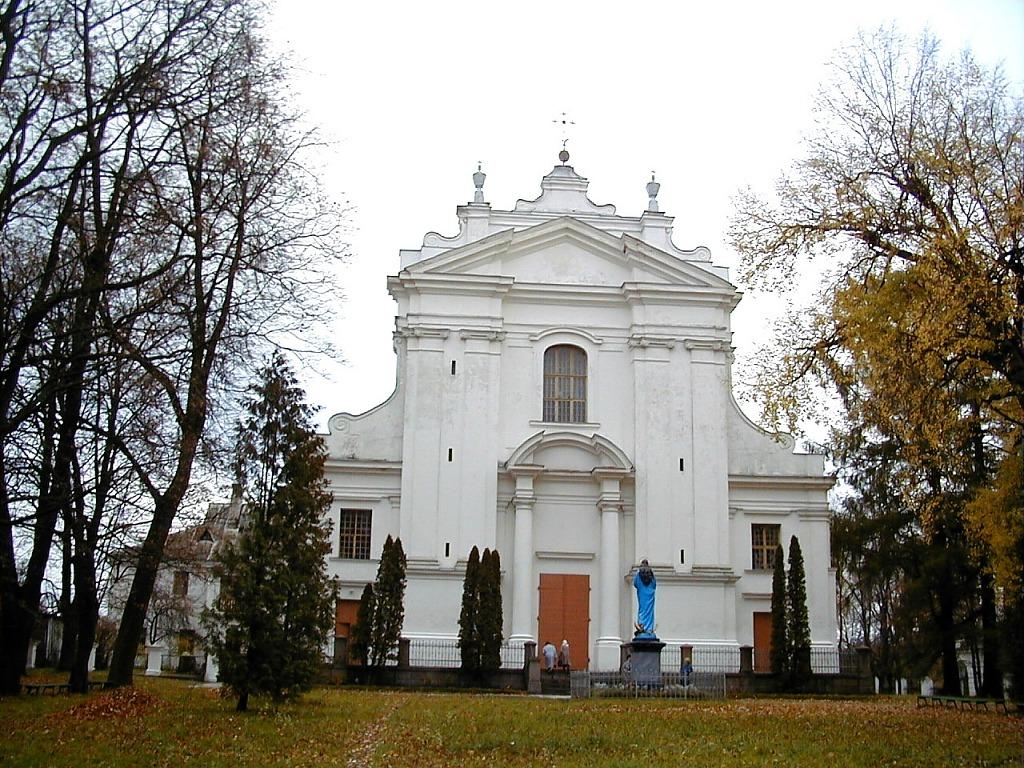
克拉斯拉瓦的天主教堂

克拉斯拉瓦是拉脫維亞克拉斯拉瓦市鎮内的城鎮及其行政中心，位於該國東南部道加瓦河畔，面積8.6平方公里，2010年人口10,160。第二次世界大戰期間，納粹德國在1941年8月23日殺害當地200名猶太人居民。

## 外部連結
- 克拉斯拉瓦市鎮官方网站 （页面存档备份，存于） （拉脱维亚文）